# Laguna Zapaleri
La laguna Zapaleri es una laguna alto-andina situada de Bolivia, ubicada dentro de la Reserva Nacional de Fauna Andina Eduardo Abaroa, al sur del departamento de Potosí, se encuentra en la zona del altiplano, presenta un clima seco, se sitúa a los pies del Cerro Zapaleri. Tiene unas dimensiones máximas de 3,2 km de largo por 1 km de ancho y una superficie de 2,1 km², se encuentra a una altitud de 4.608 m s. n. m.